# Роже де Барбарен
Париз
Роже де Барбарен (фр. Émile Roger de Thomas de Barbarin; Париз, 2. јун 1860 — Париз, 4. март 1925) француски стрелац, који је учествовао у репрезентацији Француске на Летњим олимпијским играма 1900. у Паризу.
Барбарен је учествовао у дисциплини трап и освојио је прво место и златну олимпијску медаљу.